# Alexis Lemaître

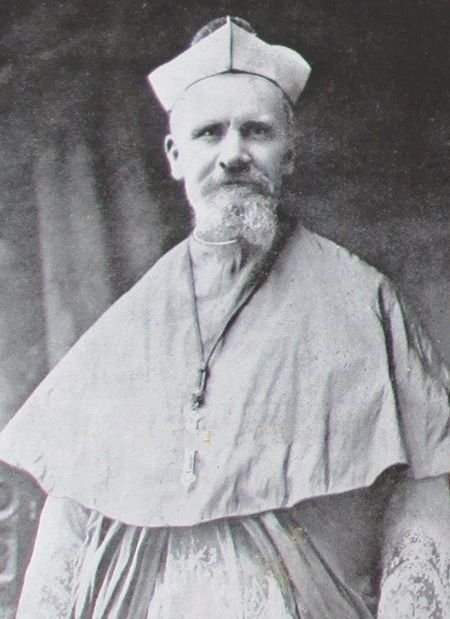
Erzbischof Alexis Lemaître MAfr (1930)

Alexis Lemaître MAfr (* 30. März 1864 in Onlay, Französisches Kaiserreich; † 16. Mai 1939 in Tunis, Tunesien) war ein französischer Ordensgeistlicher und römisch-katholischer Erzbischof von Karthago.

## Leben
Alexis Lemaître wurde am 30. März 1864 in Onlay im Département Nièvre im heutigen Frankreich geboren.
Er trat in die Ordensgemeinschaft der Weißen Väter ein und empfing am 29. Juni 1888 das Sakrament der Priesterweihe. Er wirkte im Anschluss als Vikar in La Machine.
Am 24. Februar 1911 wurde Lemaître zum Titularbischof von Sitifis und zum Apostolischen Vikar des damaligen Apostolischen Vikariats in Französisch-Sudan im heutigen Mali ernannt. Die Bischofsweihe spendete ihm am 23. April desselben Jahres der Erzbischof von Karthago und Algier, Barthélemy Clément Combes; Mitkonsekratoren waren der Generalsuperior der Weißen Väter, Bischof Léon Livinhac, und der Weihbischof in Karthago, Jean-Joseph Tournier.
Am 28. Juli 1920 wurde Alexis Lemaître zum Koadjutor des Erzbischofs von Karthago, Barthélemy Clément Combes ernannt. Nach Combes’ Tod am 20. Februar 1922 wurde er dessen Nachfolger als Erzbischof von Karthago und Primas von Afrika. 1930 war Erzbischof Lemaître in Karthago Gastgeber des Eucharistischen Weltkongresses.

## Auszeichnungen
- 1912: Offizier des Ordre des Palmes Académiques (Frankreich)
- 1927: Großkreuz des Leopoldsordens (Belgien)
- 1929: Offizier der Ehrenlegion (Frankreich)
- 1933: Großkreuz des Nischan-el-Iftikhar-Ordens (Tunesien)
- Seit 2012 trägt der Kirchplatz in seinem Heimatort Onlay den Namen Place Monseigneur Alexis Lemaître.[1]

## Galerie

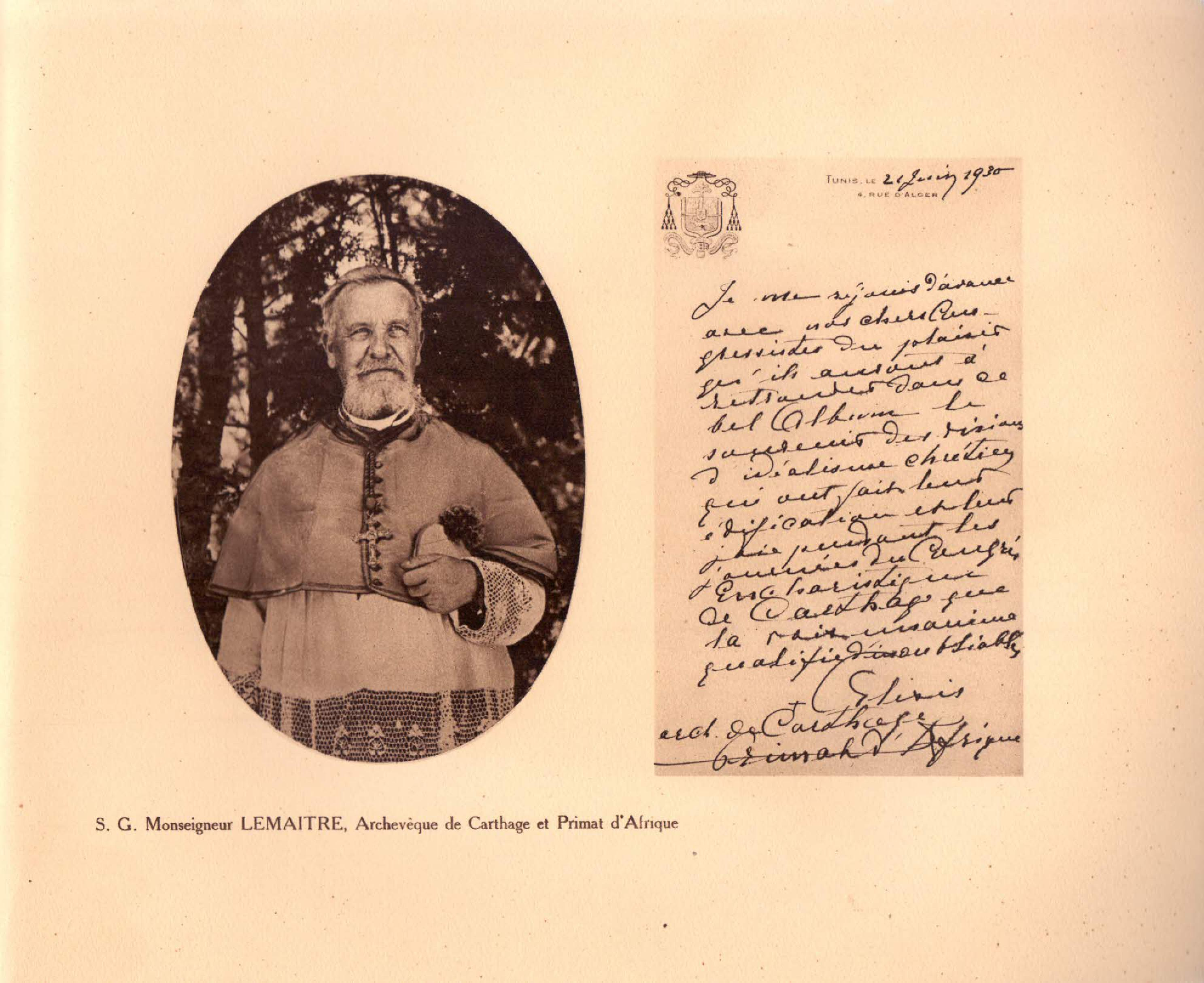
Karte von Erzbischof Lemaître anlässlich des Eucharistischen Weltkongresses 1930 in Karthago
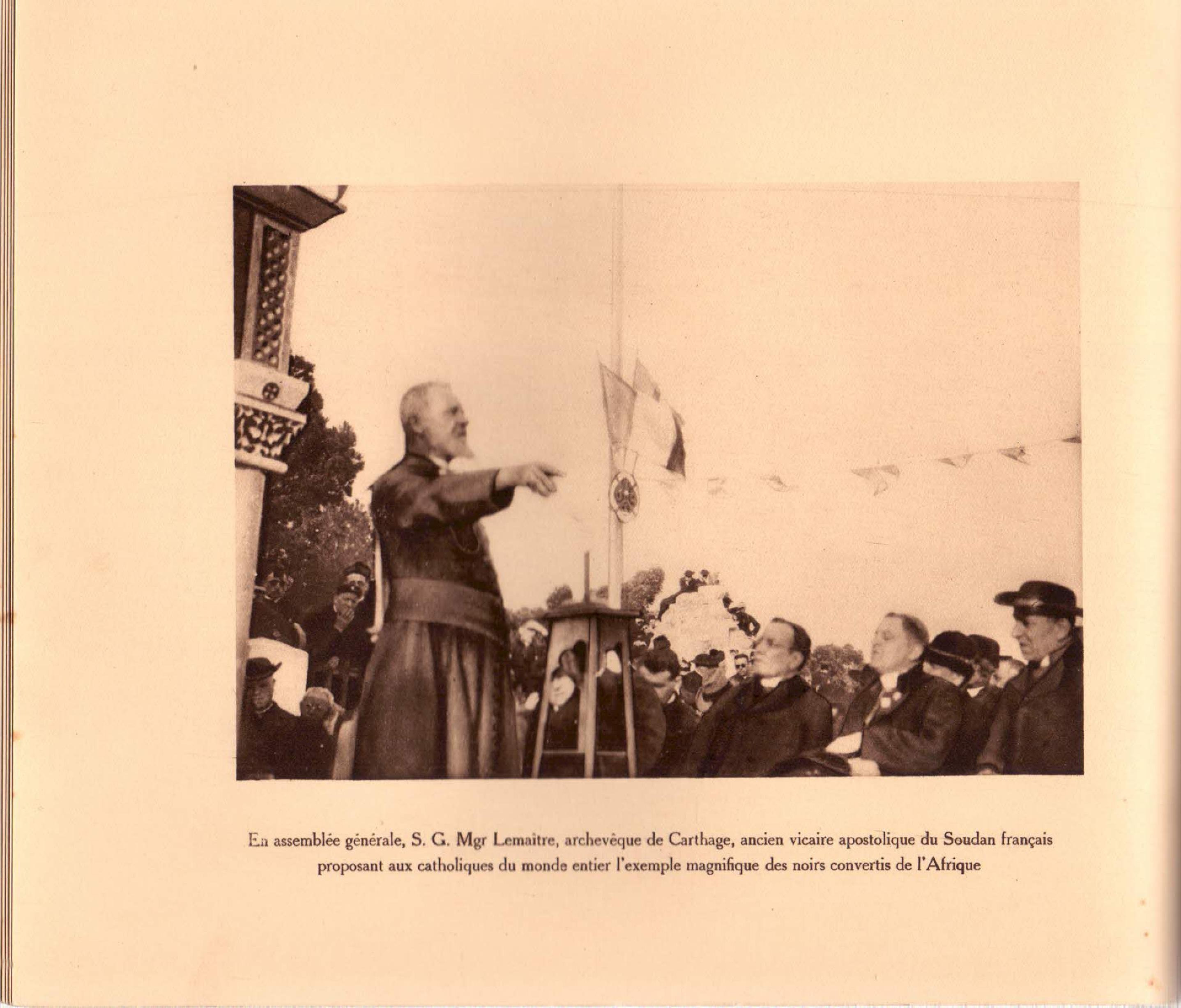
Erzbischof Lemaître als Redner auf dem Eucharistischen Weltkongress 1930
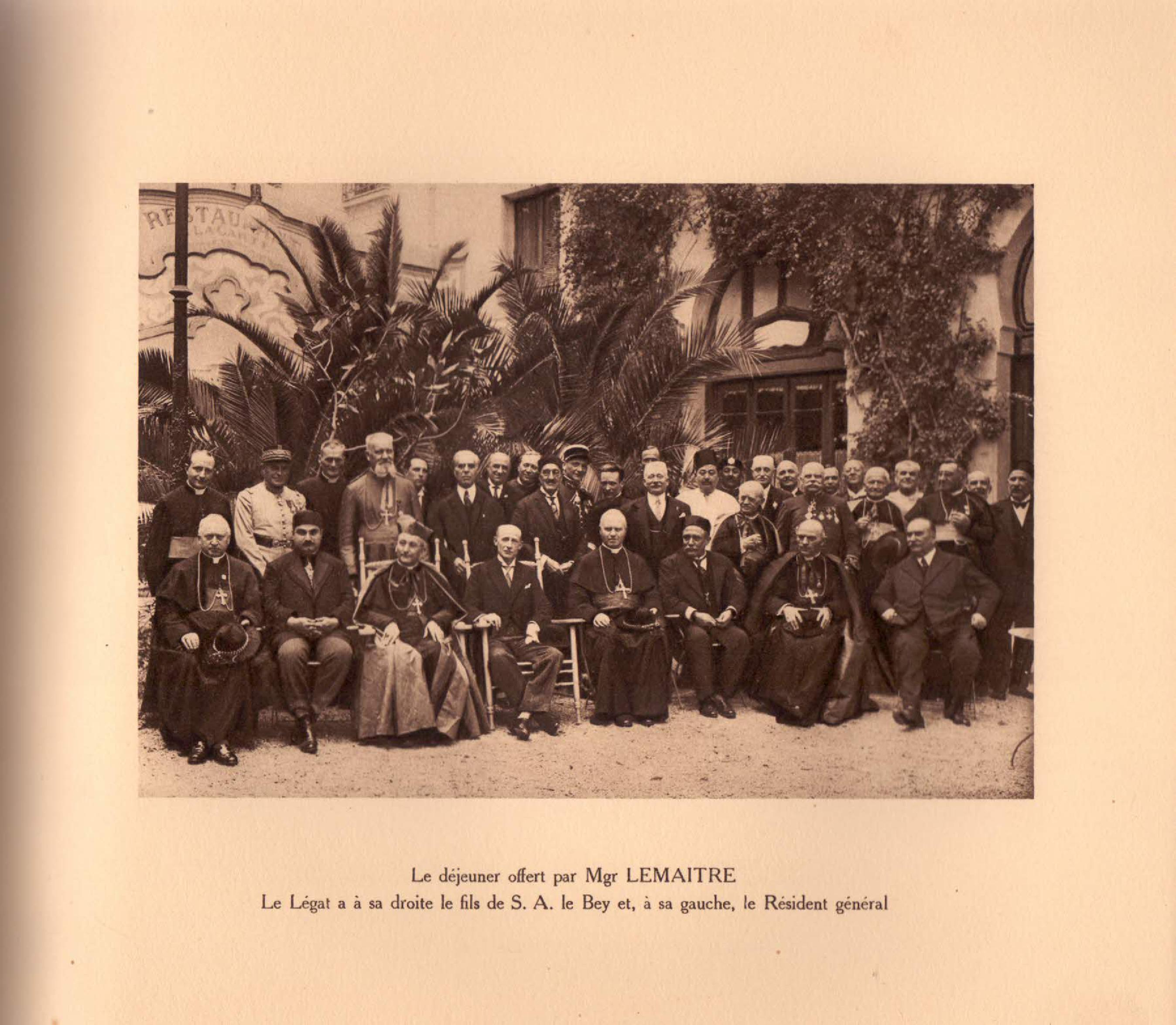
Gruppenfoto von Teilnehmern des Eucharistischen Weltkongresses 1930